# Cameron Reed
Cameron Reed est un auteur américain de science-fiction dont l’œuvre, bien que rare, a rencontré un certain succès dans les années 1990.

## Carrière
Le premier roman de Reed (publié sous son nom de naissance, Raphael Carter ) est le roman postcyberpunk The Fortunate Fall (en) (1996). Acclamé comme « un superbe exemple de fiction spéculative » il a figuré sur la liste de lecture recommandée par Locus et, dans le prix Locus, il est 4e dans la catégorie des premiers romans, après deux gagnants à égalité. Cela a valu à Reed d'être nominé pour le prix John W. Campbell du meilleur nouvel écrivain en 1997 et 1998.
La nouvelle de Reed Congenital Agenesis of Gender Ideation » de KN Sirsi et Sandra Botkin (en) est présélectionnée pour le prix Theodore Sturgeon et remporte le prix James Tiptree, Jr. en 1998, Cela fait de Reed la première non-femme à être l'unique gagnante du Tiptree (Elizabeth Hand en 1995 était co-gagnante avec Theodore Roszak). Reed « ne s'identifie ni comme homme ni comme femme » et a écrit « Questions rarement posées sur l'androgynie » et « Le manuel Murk : comment comprendre la rédaction médicale sur l'intersexualité ».
Entre mai 1998 et avril 2002, Reed tient le Honeyguide Web Log - une « liste hebdomadaire éclectique de liens mettant l'accent sur les livres, la robotique et les sciences naturelles ». Il s'agit du premier site à être nommé weblog après l'exemple de Jorn Barger (en). Reed lance le premier répertoire de weblogs lors de l'Open Directory Project en novembre 1998.